# 삼니움 전쟁

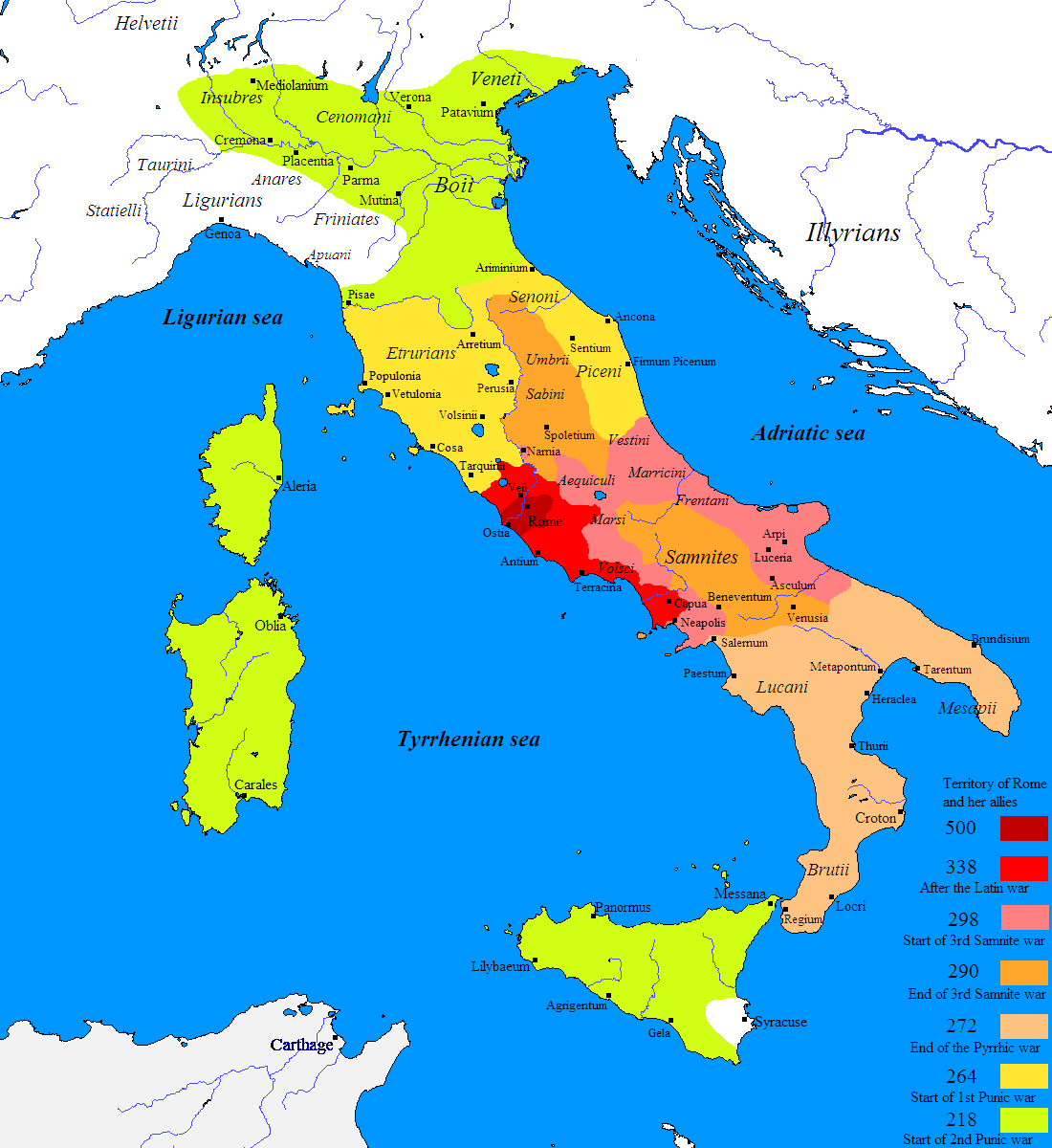
연홍색: 라틴 전쟁 (기원전 500년~기원전 218년), 분홍·주황색: 삼니움 전쟁, 베이지색: 피로스 전쟁, 노랑·녹색: 제1·2차 포에니 전쟁

삼니움 전쟁은 기원전 4~3세기경에 이탈리아반도를 두고 일어난 삼니움족과 공화정 로마와의 전쟁이다. 다른 말로 삼니테스 전쟁이라고도 한다. 3차 전쟁까지 있는데, 1차 전쟁은 기원전 343~341년, 2차 전투는 기원전 326~304년, 3차 전투는 기원전 298~290년에 있었다.

## 진행
아페닌 산맥지역에서 삼니움족이 차지하고 있던 영토는 험한 산악지대였다. 삼니움족은 외부로 영토를 확장하였고, 동쪽으로 아플리아, 남쪽으로는 캄파니아까지 진출하였다. 그러나 이러한 진출은 현지에 있던 농경 민족들과의 갈등을 불러 일으키는데, 목초지를 둘러싼 문제였다. 삼니움족이 영토를 확장하자, 그리스 식민도시들은 발칸반도의 식민도시에 구원을 요청하고, 캄파니아 지역의 민족들은 로마인에게 구원을 요청한다. 로마는 이 구원 요청을 수락하게 된다. 처음 로마는 삼니움족을 설득하는 방식을 택하였다. 그러나 삼니움족은 로마인을 깔보고 무시하였으며, 사자를 욕보이기에 이른다. 결국 로마가 군대를 이끌고 가게 되어 삼니움 전쟁이 발발한다.

### 제1차 삼니움 전쟁
제1차 삼니움 전쟁은 기원전 343년부터 기원전 341년까지, 약 3년간 진행되었다. 로마군이 평야지대의 전투에서 승리를 거두고, 삼니움족과 로마인 사이에 휴전 협정이 체결된다. 이 배경에는 당시의 로마 장군이었던 마르쿠스 발레리우스 코르부스가 희생을 원치 않았던 이유도 있었으나, 동시에 주변 라틴 동맹도시들이 전쟁에 휘말리는 상황을 피하기 위해서였다.

### 제2차 삼니움 전쟁
휴전을 체결하면서 캄파니아 지역이 로마의 지배권에 들어가게 된다. 이후 기원전 327년, 삼니움족이 캄파니아로 쳐들어오게 되는데, 캄파니아 지역의 민족들이 로마에 구원을 요청하였고, 로마가 이를 수락하였다. 그리하여 다시 로마인들과 삼니움족 사이에 전쟁이 벌어지는데, 이것이 제2차 삼니움 전쟁이다. 이 전쟁은 제1차 삼니움 전쟁과 달리, 약 20년동안 장기적으로 진행되었다.
기원전 321년, 로마군은 삼니움족이 거주하던 산악지대 오지에 공격을 감행하였는데, 실패하여 삼니움군에게 포위당하게 된다. 로마군은 항복을 하였으나, 삼니움족은 항복한 로마군의 옷을 벗기고 600여명의 기병을 인질로 감옥에 가두었다. 로마군은 다시 삼니움족에 공격을 감행했으나, 다시 패배하게 된다.
로마군이 패배하자 로마의 구원에 기대던 캄파니아 지역 민족들은 로마에 대한 의구심을 갖게 된다. 로마인과 일부 삼니움 부족은 평화협상이 진행되었으나, 대다수 삼니움 부족들은 로마를 치려는 계획을 갖고 있었다. 로마는 이러한 상황에서 고전했으나, 기원전 311년과 기원전 304년의 전투에서 로마군이 승리하게 되면서 전세가 바뀌게 된다.